# زعبرة
قرية زعبرة هي إحدى القرى التابعة لمركز دير مواس بمحافظة المنيا في جمهورية مصر العربية. حسب إحصاءات سنة 2006، بلغ إجمالي السكان في زعبرة 2962 نسمة، منهم 1551 رجلا و1411 امرأة.